# Tacuinum sanitatis

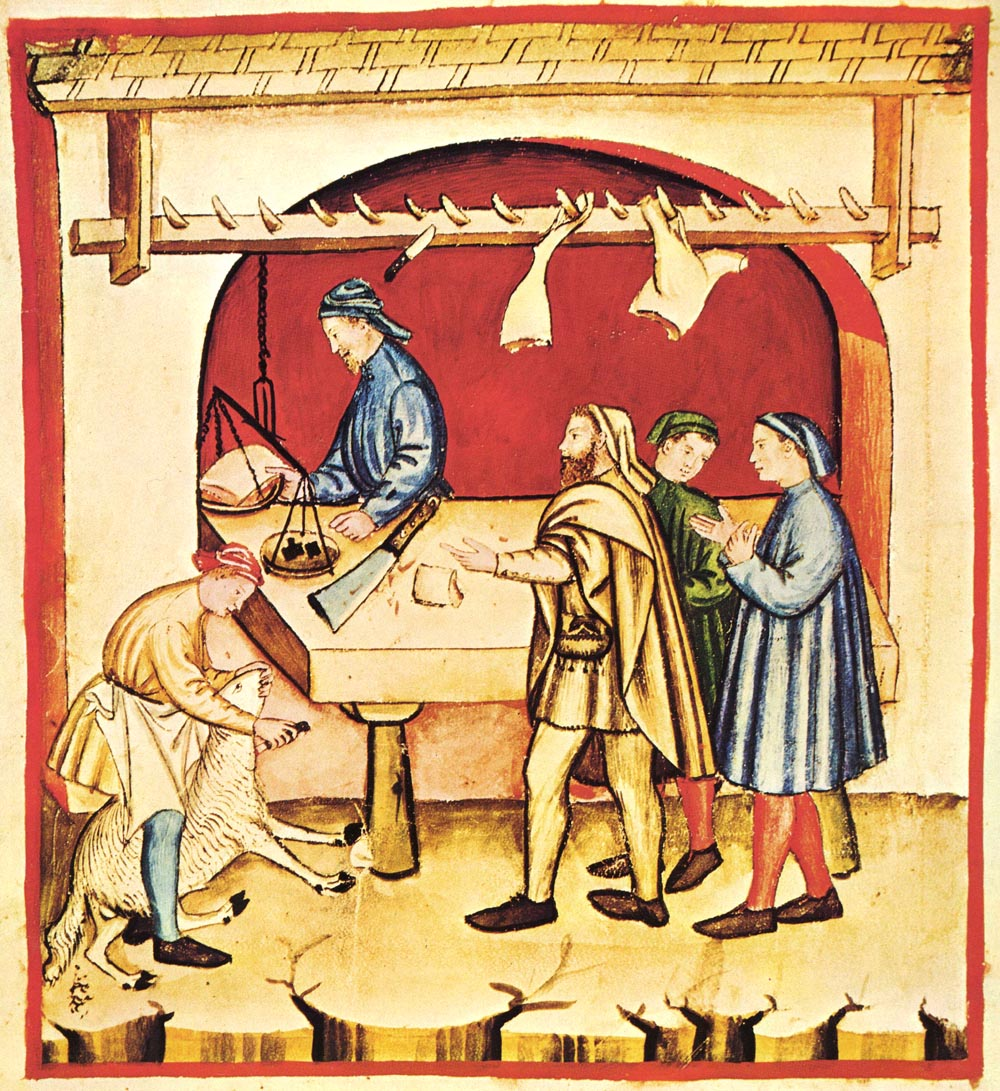
Uma ilustração do Tacuinum sanitatis

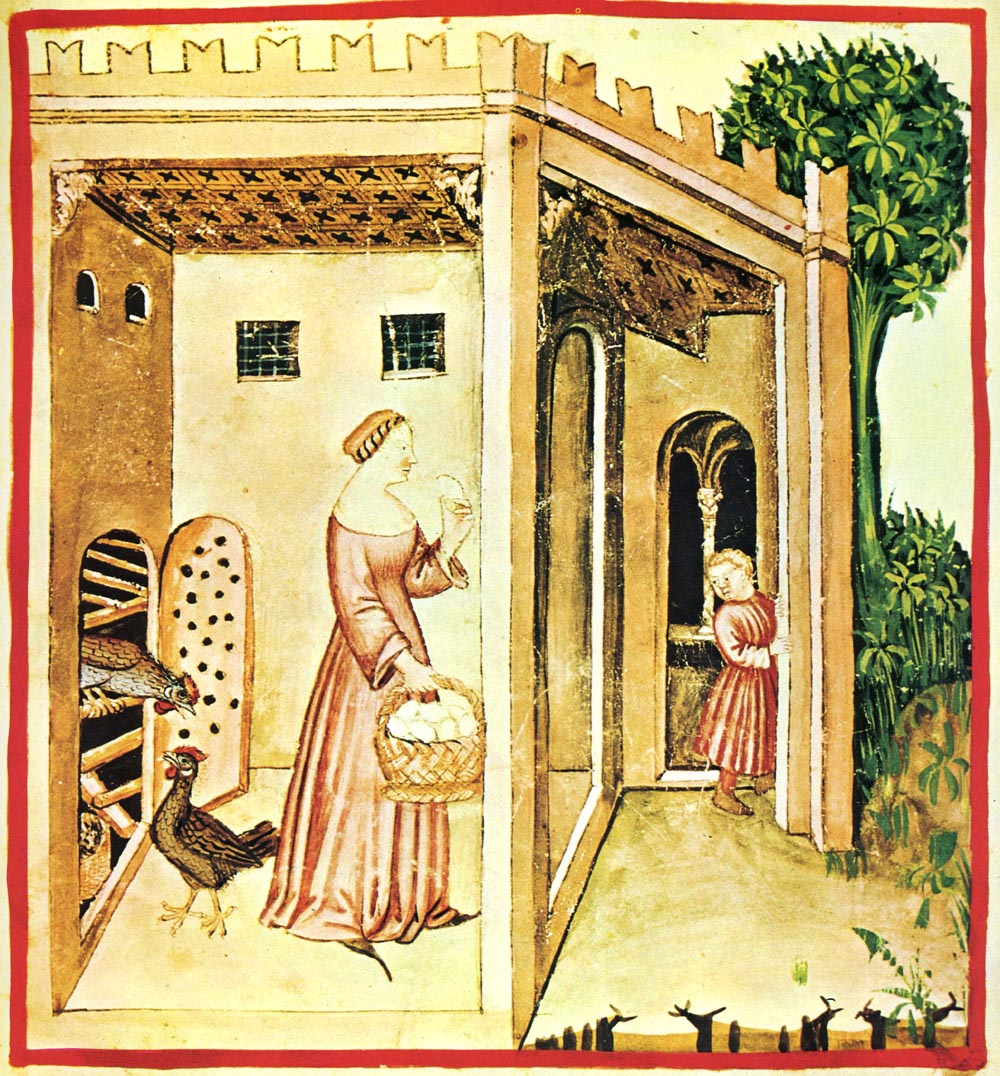
Ilustração da obra Tacuinum Sanitatis

O Tacuinum sanitatis (algumas vezes Taccuinum sanitatis) é um livro medieval sobre o bem-estar, baseado no Taqwim al sihha تقويم الصحة (Tábuas da Saúde), um tratado médico árabe de Ibn Butlan; existem várias versões em latim, com manuscritos profusamente ilustrados. 
Ainda que descreva com detalhe as propriedades benéficas e prejudiciais dos alimentos e plantas, ele é muito mais que um herbário, pois inclui amplas secções sobre a respiração, o exercício, o descanso e saúde mental, citando explicitamente os seis elementos essenciais para o bem-estar:
- comida e bebida suficientes com moderação,
- ar fresco,
- alternâncias de atividade e descanso,
- alternâncias de sono e vigília,
- secreções e excreções de humores e, finalmente
- os efeitos dos estados de espírito.

O Taccuinum foi muito popular na Europa Ocidental durante a Baixa Idade Média; uma indicação de sua popularidade está no uso da palavra taccuino no italiano moderno para referir-se a qualquer manual ou livro de bolso.
Além de sua importância para o estudo da medicina medieval, o Taccuinum também é de interesse para o estudo da agricultura; por exemplo, a primeira imagem em que se pode identificar uma cenoura — uma planta moderna — é encontrado nele.